# Віталійські брати

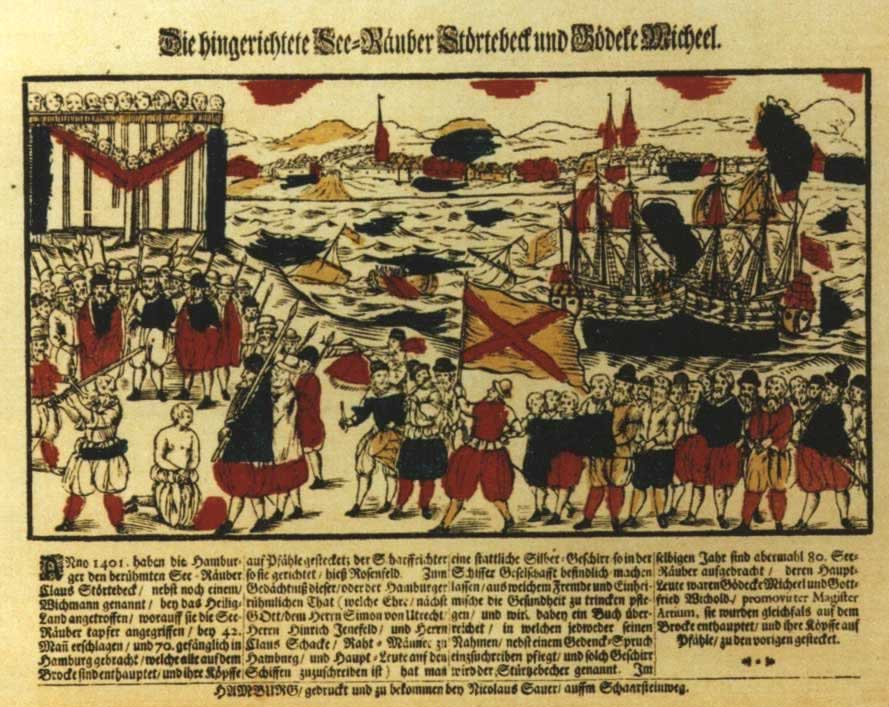
Страта віталійських братів у Гамбурзі. Лубок 1701 р.

Віталійські брати, вітальєри (швед. fetaliebröder, vitalianer, нім. Vitalienbrüder) — північні середньовічні пірати, діяли в Балтійському і Північному морях наприкінці XIV ст. і до 30-х років XV ст.

## Історія
Братство було утворене каперами, які вступили на мекленбурзьку службу після взяття у полон шведського короля Альбрехта Мекленбурзького у 1389 році данською королевою Маргаритою I, коли Маргариті підкорилася практично вся Швеція крім Стокгольма, який оборонявся німецьким гарнізоном і городянами, велика частина з яких були німцями. Німці підозрювали шведів у змові з Маргаритою, тому утворили товариство, члени якого за свої головні убори отримали назву «капюшонних братів». Брати всіляко переслідували шведів, поки, нарешті, не склали разом з міським гарнізоном змову проти них. 14 червня 1389 року найвизначніші члени Ради шведського походження були схоплено в ратуші, відвезені в замок і піддані тортурам. Троє з них були спалені наступного дня, інші — 17 числа, більше трьохсот городян-шведів були вигнані зі Стокгольма.

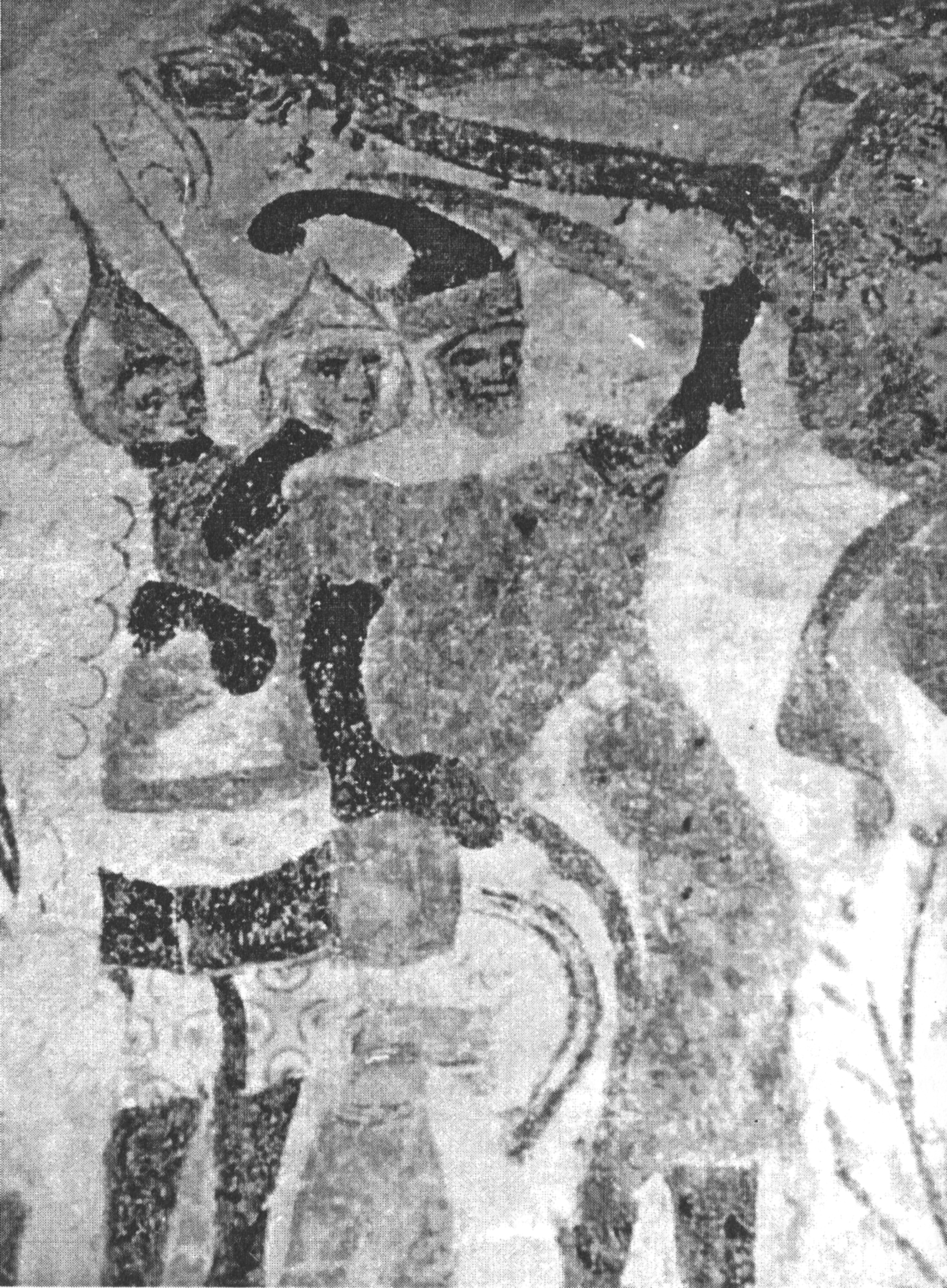
Настінний розпис в церкві Бунге, Готланд, біля 1405

В 1391 році королева взяла в облогу Стокгольм, тоді мекленбурзькі герцоги, а також міста Росток і Вісмар, оголосили, що їхні гавані відкриті для будь-кого, хто «на свій страх і ризик наважиться завдавати шкоди Данському королівству». Того ж року в Балтійському морі з'явилося безліч піратів, які називали себе віталійцями (від Vitalie — провіант). Здебільшого ними командували мекленбурзькі дворяни, серед яких виділялися Аренд Штюк і Клаус Міліс. Оскільки у данців практично не було флоту, віталійці могли безперешкодно надавати допомогу Стокгольму провіантом. У 1393 році вони розграбували Берген, в 1394 — Мальме і захопили Готланд.
Незабаром брати почали нападати на будь-які судна, тому ганзейзькі міста були змушені втрутитися, щоб примусити сторони до укладення миру. У 1395 році в Ліндгольмі був укладений договір, за яким Альбрехт отримував свободу, а Стокгольм як застава за обумовлену суму викупу передавався на три роки ганзеатам. Однак, незважаючи на угоду, віталійські брати продовжили піратствувати на Балтиці. Їх бойовим кличем стало «друзі Господа і вороги всіх». Головним притулком для себе вони облаштували фінське узбережжя, де їм допомагав син Бу Йонссона Грипа Кнут Буссон, а також Готланд, де ними командували герцог Ерік Мекленбурзький, а після його смерті — Свен Стуре. На час їм вдалося навіть захопити Обу, Виборг, а також ряд фортець на фінському березі. У 1398 році Готланд підкорили тевтонці, тим самим підірвавши вплив братів на Балтиці. В цьому ж році Свен Стуре, Аренд Штюк і Кнут Буссон були змушені підкоритися королеві Маргариті.

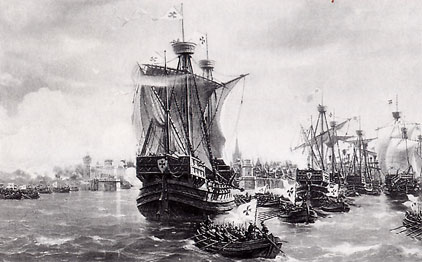
Готланд

Згодом пірати перенесли свою діяльність в Північне море, чому значною мірою сприяли чвари у Фрисландії. Серед ватажків віталійських братів тут особливо прославився Клаус Штьортебекер, чиї пригоди послужили сюжетом для народних пісень, а в більш пізні часи і для романтичних віршів.
У 1401 році гамбуржці здобули біля Гельголанда перемогу над Штертебекером. Він був узятий в полон і страчений. Втім, це принесло заспокоєння лише на короткий час.
Під час війни між Еріком Померанським і графами Гольштинськими (з 1416 р.) віталійські брати повернулись на Балтику. Пізніше, під час перебування Еріка на Готланді (1438—1449), вони повернули собі також контроль над Готландом. Товариство існувало до від'їзду Еріка в Померанію.